# Kondor Bernát
Kondor Bernát (1903-ig Kohn) (Zimony, 1884. augusztus 27. – Budapest, 1942. május 29.) szocialista agitátor, nyomdász, a Magyarországi Tanácsköztársaság alatt a Forradalmi Kormányzótanács tagja.

## Élete
Kohn Gyula és Mayer Janka fiaként született zsidó családban. Mielőtt az Általános Fogyasztási Szövetkezet titkára lett volna, a Népszava tisztviselőjeként dolgozott. 1914. február 21-én Budapesten feleségül vette Simon Juliannát, Simon József és Gál Julianna lányát. A Magyarországi Tanácsköztársaság alatt április 3-tól Illés Artúr és Erdélyi Mór mellett közélelmezési (április 5-étől közellátási) népbiztos volt. A bukás után több pere volt, amelyekben többek közt izgatással és emberöléssel vádolták. Bécsbe menekült, ahonnan 1920-ban Vincze Sándorral szitkozódó levelet írt Lukács Györgynek. Később visszatért Magyarországra és a munkásság biztosító intézetének, a Corviniának lett igazgatója.
Miután megözvegyült, 1928. július 21-én Budapesten, a nála 15 évvel fiatalabb Benkő Veronika Erzsébettel, Benkő Ferenc és Lichner Zsuzsanna lányával lépett házasságra.

## Fő műve
- Agitátorélmények; bev. Garami Ernő; Pegazus, Wien–Leipzig, 1923 (németül is)
- Politika oh! Megtörtént események; szerzői, Budapest, 1939